# Lerbo distrikt
Lerbo distrikt är ett distrikt i Katrineholms kommun och Södermanlands län. 
Distriktet ligger öster om Katrineholm. 

## Tidigare administrativ tillhörighet
Distriktet inrättades 2016 och utgörs av socknen Lerbo i Katrineholms kommun.
Området motsvarar den omfattning Lerbo församling hade vid årsskiftet 1999/2000.